# Thyronectria balsamea
Thyronectria balsamea är en svampart som först beskrevs av Cooke & Peck, och fick sitt nu gällande namn av Seeler 1940. Thyronectria balsamea ingår i släktet Thyronectria, klassen Sordariomycetes, divisionen sporsäcksvampar och riket svampar.   Inga underarter finns listade i Catalogue of Life.